# Christian Jorhan der Jüngere

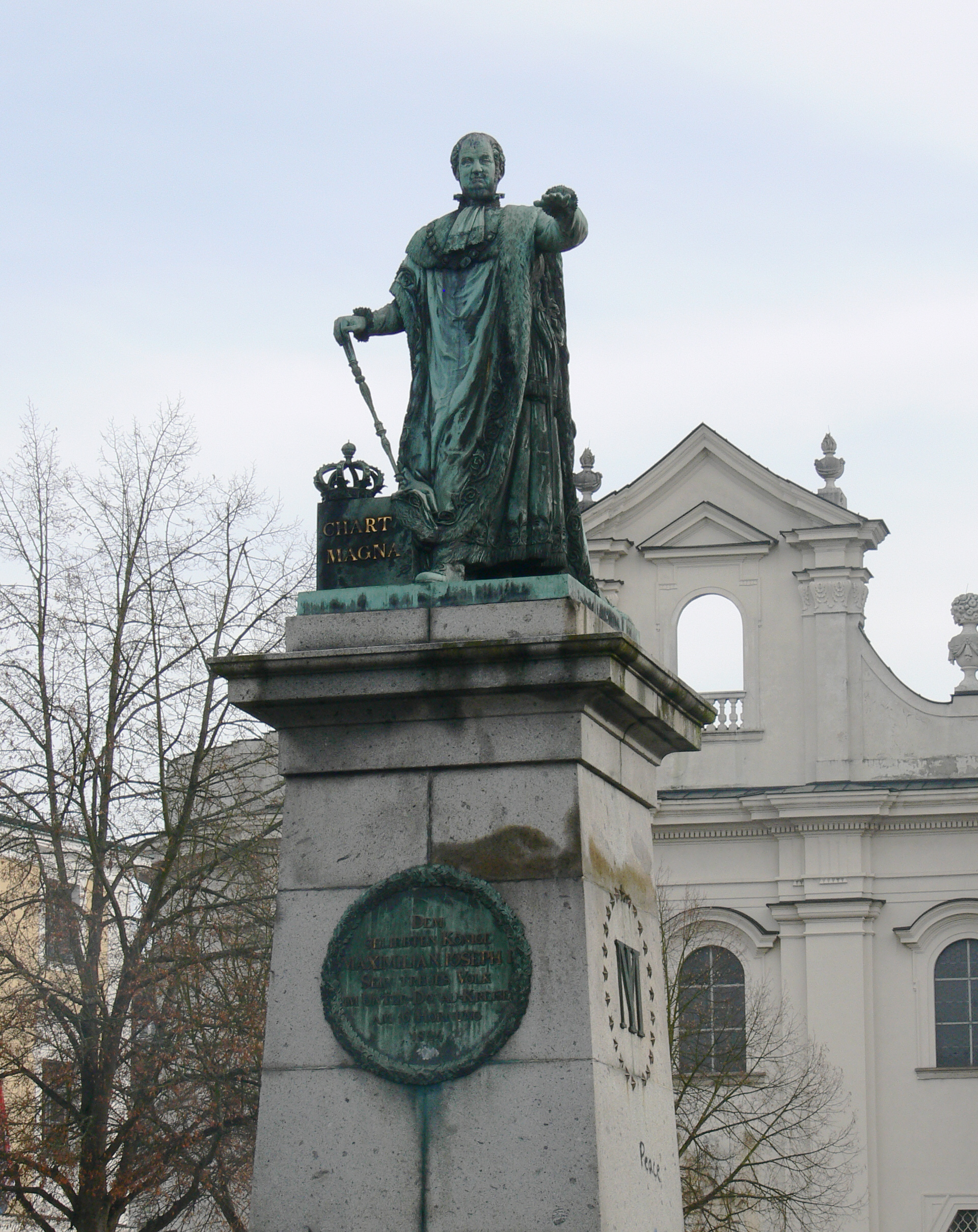
Passau, Domplatz, Denkmal für Max I. Joseph von Christian Jorhan d. J.

Christian Jorhan der Jüngere (* 6. August 1758 in Landshut; begraben 14. Juli 1844 in Passau) war ein Bildhauer des westlich orientierten Klassizismus.

## Biographie
1758 in Landshut geboren hatte er die bildhauerische Begabung seines Vaters Christian Jorhan (des Älteren) geerbt. Nach dem Besuch des Landshuter Jesuitengymnasiums bis zu dessen Aufhebung 1773 Ausbildung in der Werkstatt seines Vaters. Mit 18 Jahren Gesellenzeit bei Joseph Deutschmann in Passau. Die Gesellenwanderschaft führte ihn auch zu Thaddäus Kronenbitter in Neuburg an der Donau, zu Franz Zauner in Wien und schließlich zu Ignaz Ingerl, dem ausnehmend feinen Augsburger Bildhauer des frühen Klassizismus. 1781 Reise nach Frankreich, zunächst Aufenthalt in Straßburg, dann Delle und Paris. Besuch der Akademie in Dijon und Besançon. 1788 Aufenthalt in Langres und im elsässischen Thann. Nach seiner Rückkehr nach Bayern findet er in Passau durch die Heirat mit der Bildhauerstochter Rosalie Lechthaler am 27. Juli 1794 seinen weiteren Wirkungsort und erhält die Meistergerechtigkeit.

## Werke (Auswahl)
- Frauenzell, Klosterkirche: Allegorien des Glaubens und der Hoffnung (1790)
- Dommelstadl, Dreifaltigkeitskirche: Kanzel (1798)
- Passau, Dom: Tabernakel am Sakramentsaltar im Nordquerhaus (1803)
- Enzenkirchen/Innviertel: Hochaltar (1814)
- Schärding, Pfarrkirche: Hochaltar (1815)
- Passau, St. Gertrud: Innenausstattung (Entwurf 1819)
- Passau, St. Severin: Kruzifix (1822)
- Schalding-Heining: Granitlöwe (1823)
- Passau, Domplatz: Denkmal für König Max I. Joseph, Bronzeguss in Zusammenarbeit mit Karl Samassa (1824)
- Weichs, Reliefs an der Kanzel